# Uromunna petiti
Uromunna petiti is een pissebed uit de familie Munnidae. De wetenschappelijke naam van de soort is voor het eerst geldig gepubliceerd in 1948 door Amar.